# Редкар і Клівленд

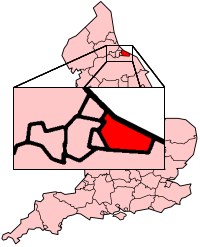
Унітарна одиниця на мапі Англії

54°34′45″ пн. ш. 1°02′03″ зх. д. / 54.57923° пн. ш. 1.03409° зх. д.
Редка́р і Клі́вленд (англ. Redcar and Cleveland) — унітарна одиниця Англії на північному сході церемоніального графства Північний Йоркшир.

## Історія
Утворена 1 квітня 1996 року шляхом перетворення в унітарну одиницю та переходу в церемоніальне графство Північний Йоркшир району Редкар і Клівленд колишнього неметропольного графства Клівленд.

## Географія
Займає площу 245 км², омивається з північного сходу Північним морем, межує на сході та півдні з неметропольним графством Північний Йоркшир, на заході з унітарною одиницею Мідлсбро та церемоніальним графством Дарем.
На території унітарної одиниці проживає 139 132 осіб, при середній щільності населення 568 чол./км ² (2001 рік). Головне місто унітарної одиниці — Естон. Найбільше місто — Редкар (населення — 36 тис. чол.).